# Sara Ortega
Sara Ximena Ortega Ríos (Medellín, 9 de junio de 2003) es una actriz, modelo y presentadora colombiana, reconocida principalmente por su participación en la serie de televisión Débora, la mujer que desnudó a Colombia, por la que recibió dos nominaciones en los Premios India Catalina en 2019 en las categorías de «mejor revelación del año» y «mejor talento infantil de la industria audiovisual nacional».

## Biografía

### Primeros años
Ortega nació en la ciudad de Medellín, capital del departamento colombiano de Antioquia. Inició su carrera como modelo a una temprana edad, vinculándose a comienzos de la década de 2010 a la agencia Be Models y participando en eventos de modelaje como Colombiamoda y Moda para el mundo, además de trabajar en varias campañas publicitarias.

### Carrera
A los 11 años inició su carrera en la televisión, desempeñándose como presentadora en los programas infantiles Wikids del canal regional Teleantioquia  y Kids Magazine de Tele Envigado. Tras realizar varios talleres de actuación, debutó en el cine en el año 2014 participando en el cortometraje Violencias sexuales. Ese mismo año apareció en otro corto, titulado Madre, en el que interpretó el personaje de María. Continuó su carrera actuando en otros cortometrajes como Cuando las nubes se tornan rojas (2016), El avaro (2017) e Impecable (2018).
En 2018 logró repercusión en su país al interpretar el papel de la joven Débora Arango en la serie de televisión Débora, la mujer que desnudó a Colombia, producida por Teleantioquia y estrenada el 20 de marzo de 2018. La serie se basó en la vida y obra de Débora Arango, artista colombiana reconocida por haber sido la primera en pintar desnudos femeninos en su país. La producción fue un éxito a nivel nacional, cosechando más de diez nominaciones a los Premios India Catalina en 2019. Ortega fue nominada en las categorías de «mejor revelación del año» y «mejor talento infantil de la industria audiovisual nacional», además de recibir una prenominación en los Premios TV y Novelas en la categoría «actor o actriz revelación de telenovela o serie». También en 2018 protagonizó la serie web Rita la Rendidora para la compañía colombiana Grupo Familia.
En 2019 se trasladó a la ciudad de Nueva York para iniciar el rodaje del largometraje The Manifesto, basado en el tiroteo de El Paso, un ataque terrorista llevado a cabo el 3 de agosto de 2019 en la ciudad texana a manos de un joven supremacista blanco.

## Filmografía

### Cine
| Año  | Título                           | Papel   | Notas |
| ---- | -------------------------------- | ------- | ----- |
| 2014 | Violencias sexuales              |         |       |
| 2014 | Madre                            | Sofía   |       |
| 2015 | Fail                             | Laila   |       |
| 2016 | Sombras                          | Susana  |       |
| 2017 | Cuando las nubes se tornan rojas | Camila  |       |
| 2017 | El azul                          | Sara    |       |
| 2017 | El avaro                         | Tatiana |       |
| 2017 | Jardín de flores                 | Camila  |       |
| 2018 | Impecable                        | Lila    |       |
| 2020 | The Manifesto                    | Carmen  |       |

### Televisión
| Año  | Título                                  | Papel         | Canal         |
| ---- | --------------------------------------- | ------------- | ------------- |
| 2010 | Wikids                                  | Presentadora  | Teleantioquia |
| 2010 | Kids Magazine                           | Presentadora  | Tele Envigado |
| 2018 | Débora, la mujer que desnudó a Colombia | Débora Arango | Teleantioquia |

### Web
| Año  | Título            | Plataforma |
| ---- | ----------------- | ---------- |
| 2018 | Rita la Rendidora | YouTube    |

## Premios y reconocimientos

### Premios India Catalina
| Año  | Categoría                                                   | Resultado | Ref.  |
| ---- | ----------------------------------------------------------- | --------- | ----- |
| 2019 | Mejor revelación del año de telenovela o serie              | Nominada  | [ 3 ] |
| 2019 | Mejor talento infantil de la industria audiovisual nacional | Nominada  | [ 3 ] |

### Premios TV y Novelas
| Año  | Categoría                                       | Resultado | Ref.   |
| ---- | ----------------------------------------------- | --------- | ------ |
| 2019 | Actor o actriz revelación de telenovela o serie | Nominada  | [ 14 ] |